# Materialitet (geologi)
Materialitet är i geologiska sammanhang volymandelen material av den totala volymen jord/mark, till exempel hur stor andel av marken som utgörs av själva markpartiklarna. Materialitet anges ofta i procent (%). Motsatsen till materialitet kallas för porositet.